# Silicoloculinidae
Silicoloculinidae es una familia de foraminíferos bentónicos del suborden Silicoloculinina y orden Silicoloculinida. Su rango cronoestratigráfico abarca desde el Triásico superior hasta la Actualidad.

## Clasificación
Silicoloculinidae incluye al siguiente género:
- Miliammellus

Otro género considerado en Silicoloculinidae es:
- Silicoloculina, aceptado como Miliammellus